# Église fortifiée de Domfessel
L'église fortifiée de Domfessel se situe dans la commune française de Domfessel, dans le département du Bas-Rhin. La paroisse est membre de l'Union des Églises protestantes d'Alsace et de Lorraine.

## Histoire
En 1309, une bulle pontificale autorise Henri de Nassau-Sarrewerden à construire une église à Domfessel. L'église est achevée en 1340.
Il s'agit d'une église fortifiée avec une grande tour défensive. Une loge de guetteur est incorporée au clocher. Enfin, un mur d'enceinte protège l’église. La caractéristique de cette église est son homogénéité. Vouée au départ au culte catholique, l’église est, depuis l'introduction de la Réforme, un lieu de culte protestant.
Le 28 novembre 1877, l'église protestante est classée au titre des monuments historiques.
Entre le mur d'enceinte et l'église se trouvait le cimetière. Aujourd'hui il ne subsiste plus qu'un petit muret à la place du mur d'enceinte. Un escalier permettait de monter sur les murs d'enceinte, il témoigne encore de la hauteur des murs. La piscina, richement ornée, servait au nettoyage des objets liturgiques.
À l'intérieur, se trouve un exemple rare d'hagioscope en Alsace.

## Architecture

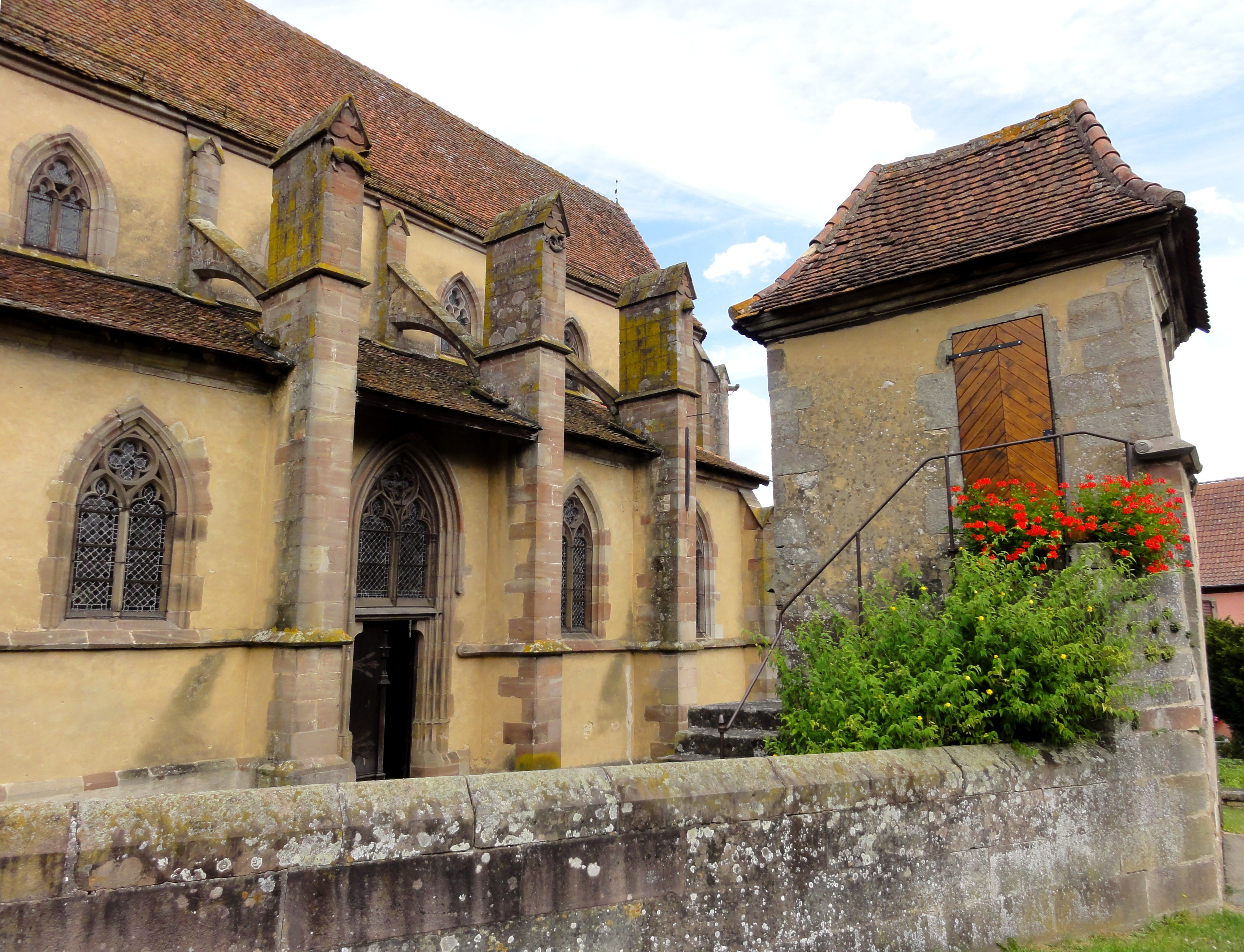
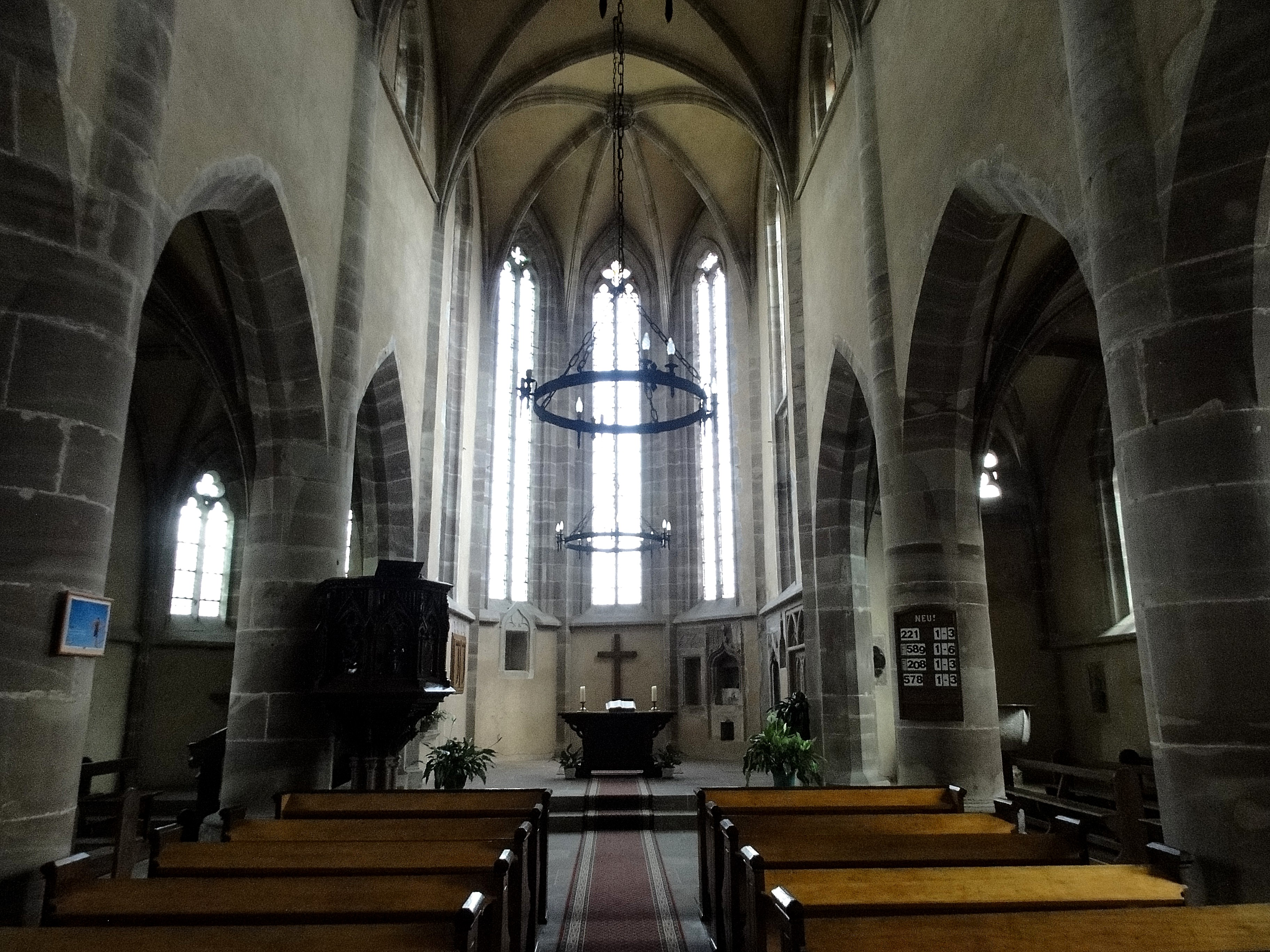
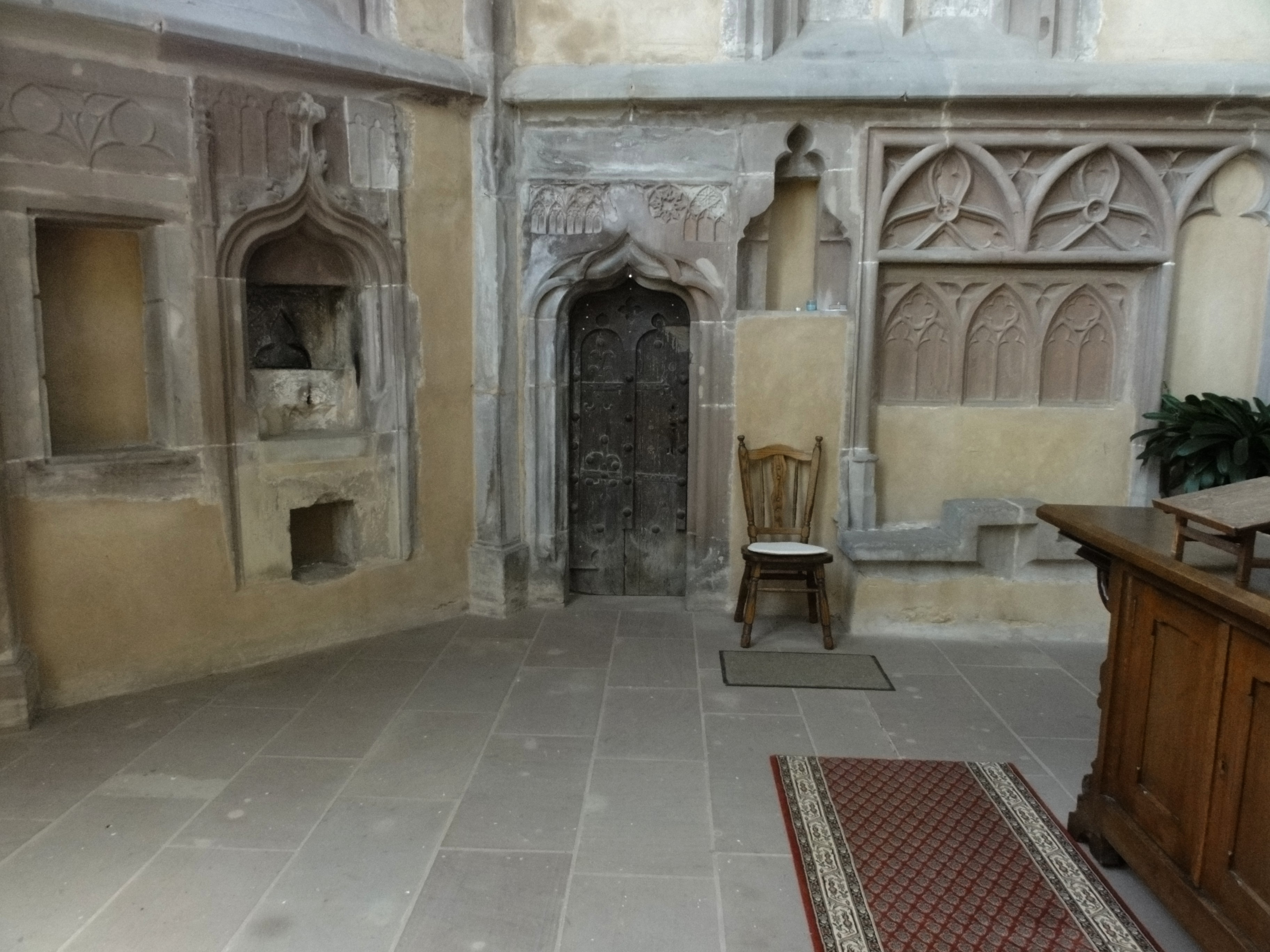
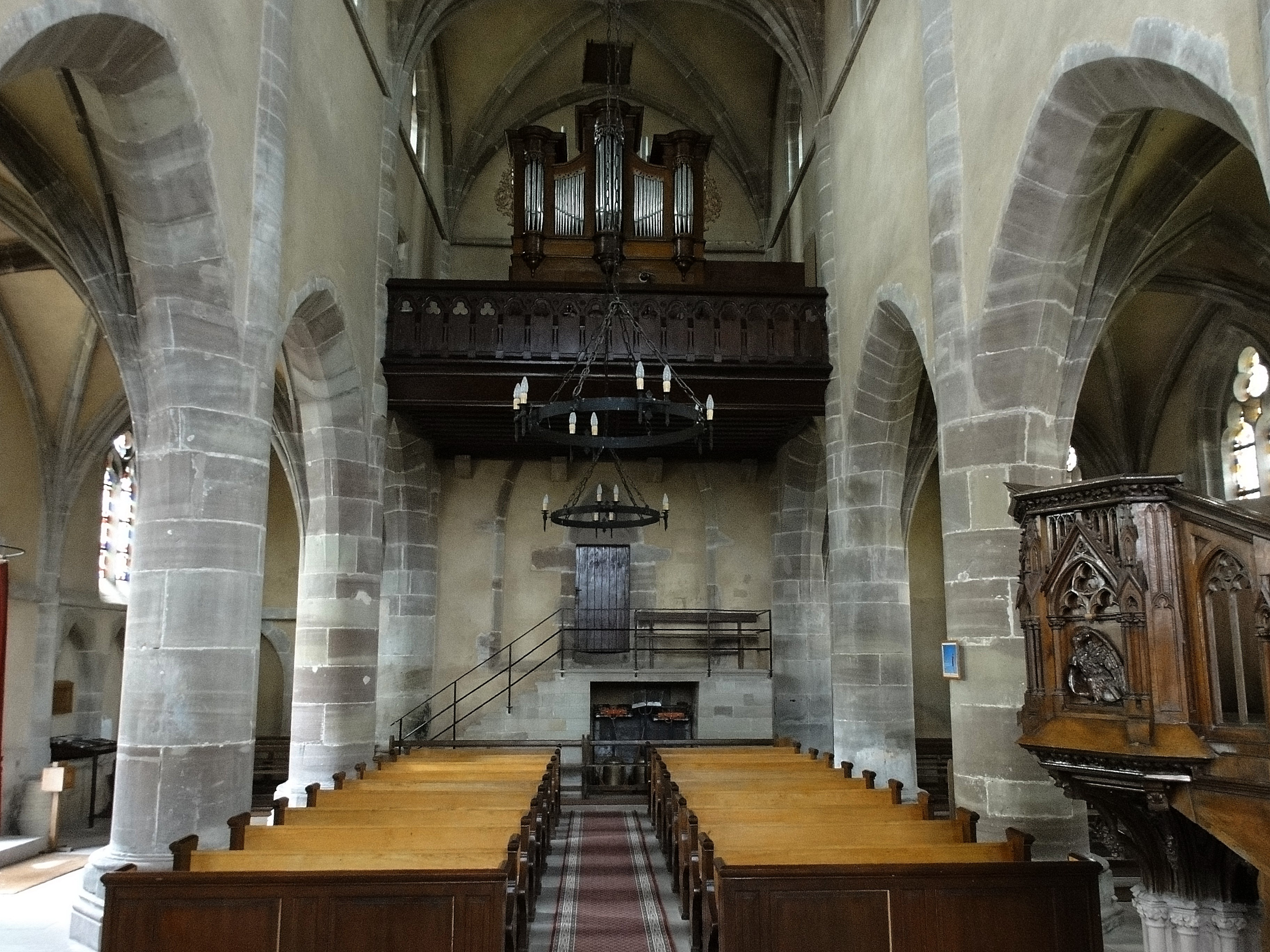